# Cousinia hermonis
Cousinia hermonis es una especie  de plantas con flores perteneciente a la familia de las asteráceas. Es originaria de Siria.

## Taxonomía
Cousinia hermonis fue descrita por Pierre Edmond Boissier y publicado en Diagn. Pl. Orient. ser. 1, 10: 102. 1849.
Sinonimia
- Arctium hermonis Kuntze
- Cousinia dayi Post[2]